# آددورپ
آددورپ (به هلندی: Ouddorp) یک منطقهٔ مسکونی در هلند است که در خوری-افرفلاکی واقع شده‌است. آددورپ ۶٬۰۴۰ نفر جمعیت دارد.